# Apicia cinerea
Apicia cinerea là một loài bướm đêm trong họ Geometridae.